# Sociologia do terrorismo

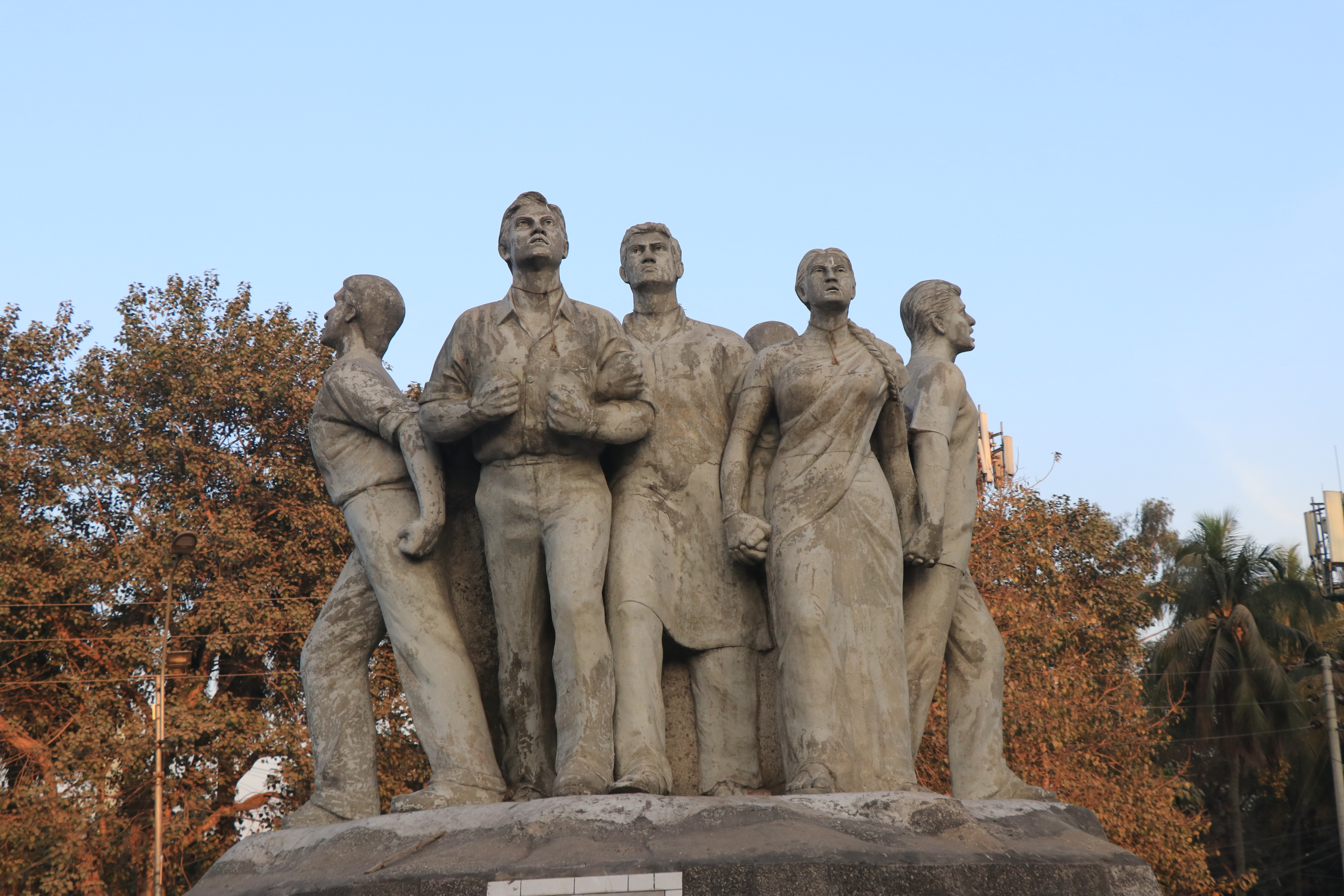
Escultura Memorial Antiterrorismo Raju, Universidade de Dhaka, Bangladesh.

A sociologia do terrorismo é um campo da sociologia que busca compreender o terrorismo como um fenômeno social . A área define o terrorismo, estuda porque ocorre e avalia os seus impactos na sociedade. A sociologia do terrorismo baseia-se nos campos da ciência política, história, economia e psicologia. A sociologia do terrorismo difere dos estudos críticos do terrorismo, ao enfatizar as condições sociais que permitem o terrorismo. A área também estuda como os indivíduos e os estados respondem a tais eventos.

## Conceito
O terrorismo é considerado como uma “construção social”. Definir o terrorismo envolve interpretar os acontecimentos e determinar as causas. Este processo de definição e a consequente apresentação ao público podem manipular as percepções do público e promover certos interesses. O campo analisa como as pessoas são motivadas a se envolver em atos coletivos de violência para mudanças políticas. Este tipo de violência, como comportamento social, depende da comunicação, de normas e valores partilhados e concorrentes, e de níveis de auto-contenção social. Considera-se que os terroristas surgiram de sociedades onde normas e valores radicais se revelaram mais influentes. A investigação sociológica sobre essas questões é abordada com base em percepções disciplinares em aspectos teóricos, metodológicos e temáticos.

## História

### Ataques pré-11 de setembro
Após os ataques de 11 de Setembro, os pesquisadores ficaram mais interessados em várias tradições sociológicas relacionadas com o terrorismo, como o pânico moral, a resposta organizacional e a cobertura da mídia e ações de contra-terrorismo.
O estudo mais abrangente sobre a definição de terrorismo vem de Weinberg, Pedahzur e Hirsch-Hoefler (2004), os quais consideraram mais de 73 definições de terrorismo de 55 artigos e concluíram que o terrorismo é "uma tática politicamente motivada que envolve a ameaça ou uso de força ou violência em onde a busca de publicidade desempenha um papel significativo." No entanto, Weinberg et al. salientam que as definições de terrorismo ignoram frequentemente os aspectos simbólicos do terrorismo. Nesse ponto, a sociologia tem um ponto de vista único para avaliar o terror devido ao seu foco no simbolismo associado ao fenômeno.

### Ataques pós-11 de setembro
Desde os ataques de 11 de setembro, Mathieu Deflem da Universidade da Carolina do Sul , S.E. Costanza da Universidade Estadual Central de Connecticut  e John C. Kilburn Jr. da Universidade Internacional Texas -  A&amp;M estão entre os sociólogos que apelam ao desenvolvimento de um subcampo em sociologia relacionada ao terrorismo. Os pontos comuns que fazem parte do discurso na sociologia do terrorismo incluem: gastos militares, contra-terrorismo, imigração, questões de privacidade e o conflito israelo-palestiniano, questões de poder, a definição de terrorismo, propaganda, nacionalidade, a mídia, etc.  Além disso, uma ligação evidenciada entre religião e terrorismo tornou-se outro tema relevante entre sociólogos e psicólogos sociais.

## Métodos de Estudo
Os investigadores propuseram diferentes áreas de enfoque para orientar o estudo sociológico do terrorismo. Muitas pesquisas sobre terrorismo concentram-se na prevenção e reação a eventos terroristas. Turk e Tosini destacam a importância de se definir o terrorismo.  Turk explica que a forma como os partidos definem o terrorismo tem impacto na compreensão do público sobre o terrorismo.  É uma escolha intencional quando um governo decide definir um grupo de grupo terrorista. Quem define o terrorismo e como o define é uma área de foco importante na sociologia do terrorismo.
Os estudiosos também podem estudar o terrorismo como comunicação e socialização. O terrorismo como comunicação centra-se no terrorismo como um indicador. Um grupo ou indivíduo está comunicando frustração com a política ou com um aspecto da sociedade. Outros estudiosos centram-se na forma como os terroristas são socializados. Os investigadores procuram compreender as condições que levam as pessoas a optar por atos terroristas.
Na pesquisa, o fato de o terrorismo ser a variável independente ou dependente influencia o estudo. O terrorismo é frequentemente uma variável dependente de hipóteses. Os pesquisadores procuram entender o que causa o terrorismo. Young e Gurr argumentam que é valioso fazer do terrorismo a variável independente. O terrorismo como variável independente centra-se na forma como a presença do terrorismo e os atos de terrorristas impactam a sociedade.

## Pesquisas recentes

### O Público e o Terrorismo
A forma como a sociedade reage e compreende o terrorismo é uma questão central de investigação na sociologia do terrorismo. Em seu artigo How the Public Defines Terrorism (Como o público define terrorismo), Huff e Kertzer conduziram um experimento conjunto para entender o que influencia um indivíduo a definir um evento como terrorismo. Eles descobriram que o tipo de ato (ou seja, tiroteio, bomba), as vítimas e as informações básicas sobre o ator tiveram influência significativa. As informações básicas incluíam religião, nacionalidade ou política e o motivo do ato. Huff e Kertzer afirmarm que a mídia e as figuras públicas controlam o tipo de informação básica fornecida ao público. Este “ efeito de enquadramento dos meios de comunicação social e da elite” pode influenciar a percepção pública do terrorismo.

### Policiamento e Cidadãos
A literatura inicial revista pelos pares após os ataques de 11 de setembro examinou o policiamento e as respostas dos cidadãos ao terror durante os ataques. Também examinou as interacções entre os socorristas (polícia, equipas de salvamento, etc.) e as comunidades. Ramirez, Hoopes e Quinlan (2003) previram, com razão, que as organizações policiais mudariam os estilos fundamentais de definição do perfil das pessoas e que as agências policiais alterariam as suas declarações de missão após os ataques de 11 de setembro. Há fortes razões para acreditar que mesmo as mais pequenas agências policiais locais são susceptíveis de sentir algum tipo de pressão para lidar com a questão do terrorismo.
Alguns sociólogos e acadêmicos de direito têm contemplado as potenciais consequências de um policiamento agressivo (ou militarista) das ameaças terroristas, que podem ter implicações negativas para os direitos humanos, que são de grande interesse para os sociólogos por uma questão de justiça social. Por exemplo, num artigo revisto por pares "Tigre agachado ou dragão fantasma? Examinar o discurso sobre o ciberterrorismo global", Helms, Costanza e Johnson (2011) perguntam se é possível que a propaganda mediática a nível nacional possa levar a um excesso de perseguição desnecessário e sistémico do ciberterrorismo. Alertam para o facto de essa reação excessiva poder conduzir a uma política de "killswitch" que poderia dar ao governo federal o poder supremo sobre a Internet.

### Pânico Moral
O trabalho mais recente no domínio da sociologia do terrorismo é filosófico e reflexivo e tem-se centrado em questões como o pânico moral e o excesso de despesa após os ataques de 11 de setembro. Costanza e Kilburn (2005), num artigo intitulado Symbolic Security, Moral Panic and Public Sentiment: Toward a sociology of Counterterrorism", argumentam que a questão do simbolismo é muito importante para compreender a guerra contra o terrorismo. Recorrendo a uma perspetiva interaccionista simbólica clássica, argumentam que o forte sentimento público sobre a questão da segurança interna conduziu a política mais para ameaças superficiais do que para ameaças reais e concretas. Outros argumentam que o simbolismo conduziu a uma política de "hipervigilância" na tomada de decisões da agência, que é dispendiosa e não pode ser testada.

### Avaliando medidas de segurança interna
Apesar da tendência quantitativa da sociologia moderna, Kilburn, Costanza, Borgeson e Metchik (2011) salientam que existem várias barreiras metodológicas para avaliar eficaz e cientificamente o efeito das medidas de segurança interna. Na criminologia tradicional, o ponto de partida mais quantitativo para medir a eficácia de qualquer estratégia de policiamento (ou seja, vigilância de bairro, controlo de armas, patrulhas a pé, etc.) é avaliar os custos financeiros totais em relação às taxas de desalfandegamento ou de detenção. Uma vez que o terrorismo é um fenômeno tão raro, medir as detenções seria uma forma ingênua de testar a eficácia da política.
Outro problema metodológico no desenvolvimento da sociologia do terrorismo como um subcampo é o de encontrar medidas operacionais para conceitos-chave no estudo da segurança interna. Tanto o terrorismo como a segurança interna são conceitos relativamente novos para os cientistas sociais e os acadêmicos ainda não chegaram a acordo sobre a forma de conceitualizar corretamente estas ideias.

## Três perspectivas sociológicas

### Funcionalismo estrutural
Funcionalismo é a teoria de que várias instituições e processos sociais na sociedade existem para servir alguma função importante (ou necessária) para manter a sociedade funcionando. Essa perspectiva sociológica baseia-se no trabalho de sociólogos como Émile Durkheim e recebe o nome da ideia de que a melhor forma de estudar a sociedade é identificar os papéis que diferentes aspectos da sociedade desempenham. O desvio social pode ser entendido como qualquer "transgressão de normas socialmente estabelecidas". Isso pode variar desde o menor – bater a porta na cara de alguém – até o maior – um ato terrorista. Assim, o terrorismo é um comportamento desviante. O funcionalismo vê o terrorismo – que é uma forma de crime – como um desvio temporário dos acontecimentos normais da sociedade e é, de certa forma, funcional para a sociedade.
Um sociólogo que utilizasse o funcionalismo estrutural explicaria a existência de quaisquer fenômenos sociais pela função que desempenham na sociedade. Assim,  o terrorismo é funcional porque une indivíduos em oposição e traz um sentimento de pertencimento ao grupo que se opõe a ele. Este sentimento de solidariedade de grupo ajudaria a prevenir a anomia, que é a fase em que as pessoas não precisariam seguir quaisquer normas da sociedade para sobreviverem na sociedade.
As teorias de Talcott Parsons também moldaram o pensamento dentro do funcionalismo estrutural. Tal é o caso de um de seus alunos chamado N. Luhmanns. Nessa teoria, a sociedade moderna é um exemplo clássico de uma sociedade funcionalmente diferenciada que tem muitos subsistemas distintos e que evoluíram funcionalmente em comparação com sociedades históricas anteriores menos diferenciadas (sociedades de caça e coleta, agricultura, horticultura, pastoral etc.), as quais eram muitas vezes muito menores e mais tradicionais ou operavam sob formas mecânicas de solidariedade social, de acordo com Émile Durkheim. Luhmann descreve cuidadosamente esta evolução da diferenciação do sistema num dos seus artigos publicados que destaca estes três diferentes tipos de diferenciação, incluindo (1) Segmentação (que é baseada em "subsistemas iguais" e se assemelha a uma forma de aldeia ou assentamento em que as condições ambientais são as próprias fontes da desigualdade, mas ainda não de toda a estrutura da sociedade. (2) A estratificação, por outro lado, é composta de um "subsistema desigual" ou de uma desigualdade que se baseia na posição ou na condição em um sistema estratificado. Um bom exemplo de sistema estratificado é a sociedade feudal durante a Idade Média na Europa. (3) A diferenciação funcional, por outro lado, é a mais complexa. Um exemplo aqui são as sociedades industriais avançadas modernas que atingiram a complexidade social e numerosos subsistemas que ainda se multiplicam e se expandem em comparação com as capacidades disponíveis tanto para sociedades estratificadas como segmentadas.
Outra utilização clássica anterior da análise funcional pode ser encontrada na aplicação do livro clássico de Émile Durkheim sobre A Divisão do Trabalho. Nele, as sociedades mais antigas e simplificadas foram caracterizadas como sendo baseadas na solidariedade mecânica e na orientação para o estatuto atribuído - enquanto as sociedades modernas se baseavam na solidariedade orgânica e na orientação para o estatuto alcançado. Esta rápida mudança da solidariedade mecânica para a solidariedade orgânica é frequentemente vista como algo de negativo pelos subgrupos mais tradicionais/ fundamentalistas que preferiam uma sociedade orientada para o estatuto atribuído (religião, classe, raça, segregação sexual) em detrimento de uma sociedade orientada para o estatuto alcançado (individual, mérito, desempenho), baseada na solidariedade orgânica. Os exemplos podem ser formas de fundamentalismo religioso e o aparecimento de grupos terroristas violentos, por exemplo, Boko Haram, ISIS, que são exemplos de contra-movimentos anti-modernos incapazes de se enquadrarem nesta sociedade funcionalmente diferenciada que traz mais complexidade social, secularização e individualização. Por exemplo, o grupo terrorista localizado na Nigéria, conhecido como Boko Haram, acredita que as mulheres não devem ser autorizadas a ir à escola e devem ser forçadas a uma condição social fixa,  em vez de uma sociedade mais moderna, em que todos têm a mesma oportunidade de frequentar a escola e alcançar o sucesso, independentemente do seu gênero.

### Exemplo: Terrorismo como homicídios suicidas egoístas, altruístas ou anômicos
Um exemplo de utilização de uma abordagem funcionalista ou durkheimiana para explicar o fenômeno social do terrorismo moderno é às vezes feito voltando ao estudo original de Durkheims sobre o suicídio na França e aplicando os diferentes tipos de suicídio (egoísta, altruísta, anômico) a formas semelhantes. de tipos de terrorismo suicida. Um exemplo mais contemporâneo desta aplicação teórica do pensamento de Durkhiem está presente  num capítulo de livro escrito pelo sociólogo Mahmoud Sadri, que aplica estes tipos de suicídio a homicídios suicidas, sejam eles egoístas, altruístas ou anômicos (anomia) e a sua frequência visível tanto no Ocidente como no não-ocidental. domínios culturais. De acordo com o capítulo,  nas culturas ocidentais e não-ocidentais, os homicídios suicidas egoístas muitas vezes se assemelham a pactos de suicídio ou simples homicídios suicidas, enquanto os homicídios suicidas altruístas que são encontrados nas culturas ocidentais e não-ocidentais podem consistir em missões suicidas, missões ideológicas. missões suicidas ou atos de terrorismo (Ex: ataques Kamikaze ). Finalmente, os homicídios suicidas derivados da anomia também produzem frequentemente atos de terrorismo em culturas ocidentais e não ocidentais e provavelmente envolvem pactos de suicídio em massa ou suicídios em massa, por exemplo, nas culturas ocidentais, por exemplo, os massacres de Columbine, Heaven's Gate, Jonestown ou Ramo Davidiano enquanto em culturas não ocidentais, por exemplo, serviços de inteligência do Paquistão; PKK ou atividades endossadas pelo PMO.
Os terroristas, como outros criminosos, tornam-se aquilo que é conhecido como ponto de referência; os indivíduos usam um ponto de referência como padrão para avaliação. As normas e regras da sociedade tornam-se mais claras e são vistas como necessárias, em comparação com o terrorismo. Para proteger o status quo, a sociedade utiliza o terrorismo como forma de reafirmar a importância das normas sociais na vida dos indivíduos. Assim, os indivíduos vêem o terrorismo como uma ameaça ao equilíbrio social e à sua vida numa sociedade funcional. Os funcionalistas (teóricos) acreditam que a mudança social é necessária para manter uma sociedade saudável. Métodos lentos, bem planejados e evolutivos mudam socialmente uma sociedade saudável. Estas mudanças sociais surgem frequentemente de uma necessidade drástica de mudança e são precedidas por um choque social. O terrorismo pode ser considerado como o gerador de um choque social que move a sociedade para uma mudança de direção que lhe permite encontrar novas formas de se proteger. No entanto, este aspecto é falho, uma vez que, pelo seu próprio nome, o terrorismo inspira mais medo e retrocesso do que progressismo desenvolvimento ou estabilidade.

### Teoria do conflito
A teoria do conflito é “a noção de que o conflito entre interesses conflitantes é a força básica e criadora da mudança social e da sociedade geral”. Um teórico do conflito geralmente vê que o controle do conflito é igual à capacidade de um grupo de suprimir o grupo ao qual se opõe, e que o direito seria uma técnica de definir e manter uma ordem social que beneficia alguns às custas de outros.
Os teóricos desse campo consideram o terrorismo como uma reação à injustiça, que provavelmente é criada nas mentes dos terroristas devido à má orientação, ao analfabetismo ou a objetivos irrealistas, e que os comportamentos violentos expressos por organizações terroristas são o resultado de frustração individual, agressão ou demonstração de prontidão para lutar. A maioria dos atos terroristas é cometida por pessoas religiosas. Em 83% dos agressores suicidas em todo o mundo, entre 1980 e 2003, 43% eram identificavelmente religiosos.
Os terroristas usam a violência porque acreditam que se não a usassem perderiam uma luta pelo poder, o que leva muitos teóricos a considerá-la como uma dos fracos. No Iraque, entre março de 2003 e fevereiro de 2006, ocorreram 443 missões suicidas sendo 71% pertencentes à Al-Qaeda. Justificaram as suas ações em termos religiosos; vendo o controle xiita do Iraque como um abandono dos princípios religiosos. Os locais terroristas do Paquistão têm sido formalmente utilizados pelo Estado desde a sua criação. Isto exemplifica que o terorrosim não pode ser simplesmente explicado como grupos desorientados que procuram expressar ou conquistar certos direitos de um Estado, pois é o próprio Estado quem financia e apoia esses grupos no ativismo terrorista internacional. Os ataques suicidas contra o regime iraquiano e os seus apoiantes americanos e britânicos foram vistos como o meio para alcançar este objetivo. No entanto, foi apenas sob certas condições políticas que os atentados suicidas aumentaram. A primeira condição é que estivesse relacionado com a contra-insurgência dos militares americanos e britânicos. A segunda é uma resposta estratégica à estabilização do controlo xiita no Iraque. Os terroristas não têm o dinheiro ou o poder político necessários para travar a guerra, por isso usam o terrorismo como um meio, e não como um objetivo, para agitar o governo a fim de alcançar os seus objetivos políticos. Antes de cometer um ato de terror, um terrorista nem sempre pesa os custos e benefícios das suas ações para os outros, mas procura algum benefício para si próprio na vida após a morte ou na sua comunidade.

### Interacionismo simbólico
O interacionismo simbólico é “uma teoria de nível micro em que significados, origens e suposições compartilhadas formam as motivações básicas por trás das ações das pessoas. No interacionismo simbólico, a interação pessoal cria o mundo social. Os indivíduos agem de acordo com significados percebidos que parecem ser autoconstitutivos. O fato de se pertencer (pertença) a um grupo é uma das principais determinações das interpretações individuais da realidade, o que permite ao interacionismo simbólico explicar o crime e, portanto, o terrorismo. Especialmente a formação da identidade terrorista - como um processo de socialização - é frequentemente estudada através das percepções da teoria da identidade social, da teoria da identidade e da teoria da identidade pessoal.
O desvio, no qual se insere o terrorismo, pode ser explicado pela teoria da rotulagem. A teoria da rotulagem é "a crença de que os indivíduos reparam inconscientemente na forma como os outros os vêem ou rotulam, e as suas reacções a esses rótulos, ao longo do tempo, formam a base da sua auto-identidade". Os grupos sociais criam regras sobre o que é um comportamento aceitável para as pessoas na sociedade. Quando uma regra é quebrada, a sociedade determina se o ato foi desviante. Uma pessoa só se pode tornar desviante depois de uma reação social a um ato cometido que é rotulado de desviante, e esse ato original é referido como o desvio primário. Ser rotulado de desviante faz com que uma pessoa se veja a si própria como desviante, o que leva a que essa pessoa pratique mais actos desviantes, sendo cada ato referido como desvio secundário. O desvio secundário pode rapidamente transformar-se num estigma, que é um rótulo que muda a forma como as pessoas vêem alguém e como os indivíduos se vêem a si próprios. Cada pessoa aprende a cometer terrorismo através de interacções com terroristas. O envolvimento no grupo é importante no processo de aprendizagem, e os membros, ao aderirem, são ressocializados para a versão da realidade do grupo. A melhor maneira de conseguir isso é envolver os novos membros em actos terroristas, o que leva a organização terrorista a tornar-se o único ponto de referência para os seus membros.
A teoria da aprendizagem social desempenha um papel na socialização dos comportamentos terroristas. A teoria da aprendizagem afirma que uma pessoa se torna desviante devido a uma abundância de definições que favorecem o comportamento desviante versus definições que são desfavoráveis a tais comportamentos. Esta teoria divide-se em quatro mecanismos de aprendizagem: associação diferencial, definições, reforço diferencial e imitação.
O primeiro mecanismo de aprendizagem é a associação diferencial, que se refere à "associação direta e interação com outras pessoas que se envolvem em certos tipos de comportamento ou expressam normas, valores e atitudes que apoiam tal comportamento, bem como associação indireta e identificação com grupos de referência mais distantes ." Os grupos aos quais uma pessoa está associado fornecem o contexto no qual a aprendizagem social é operada. Quanto maior a prioridade, intensidade, duração e frequência da associação diferencial, maior será o efeito sobre o comportamento. Assim, a teoria em relação ao terrorismo é que quanto mais forte for a ligação de alguém com uma organização terrorista, maiores serão as probabilidades dessa pessoa também exibir comportamentos similares.
O segundo mecanismo de aprendizagem são as definições. As definições referem-se ao "sistema de valores e crenças do próprio indivíduo sobre o que é ou não um comportamento aceitável". Esses valores são aprendidos e reforçados por meio de associações diferenciais. Existem dois tipos de definições, definição geral e definição específica. As definições gerais incluem crenças amplas sobre conformidade que são influenciadas por meios convencionais e muitas vezes influenciadas por valores religiosos ou morais. Definições específicas são aquelas que alinham certa pessoa como as motivações de um determinato ato ilícito.  Quanto maior o número de definições, maior a probabilidade de uma pessoa se envolver em comportamento criminoso. Portanto, quanto mais definições um indivíduo tiver que favoreçam o comportamento terrorista, maior será a probabilidade dessa pessoa cometer atos terroristas.
O terceiro mecanismo de aprendizagem é o reforço diferencial. O reforço diferencial refere-se ao equilíbrio entre recompensas e punições antecipadas ou reais que seguem o comportamento. A abstenção de um indivíduo de cometer uma prática ilícita depende de um equilíbrio entre recompensas ou punições passadas, presentes e futuras previstas por suas ações. No que diz respeito ao terrorismo, quanto mais interação social direta ou indireta uma pessoa tiver com o terrorismo, maior será a probabilidade de se cometer um ato terrorista.
O quarto e último mecanismo de aprendizagem é a imitação. A Imitação é a noção de que os indivíduos se envolvem em comportamentos que já testemunharam outros fazendo. Os personagens observados, os comportamentos testemunhados e as consequências para esses comportamentos determinam o quanto um indivíduo imita um comportamento. Todas essas questões precisam se encaixar para que um indivíduo imite um terrorista.